# Dalmatinische Vogel-Wicke
Die Dalmatinische Vogel-Wicke oder Dalmatiner Wicke (Vicia tenuifolia subsp. dalmatica (A.Kern.) Greuter, Syn.: Vicia dalmatica A.Kern.) ist eine, in Mitteleuropa sehr selten vorkommende, Unterart der Pflanzenart Feinblättrigen Wicke (Vicia tenuifolia) in der Unterfamilie der Schmetterlingsblütler (Faboideae) innerhalb der Familie der Hülsenfrüchtler (Fabaceae).

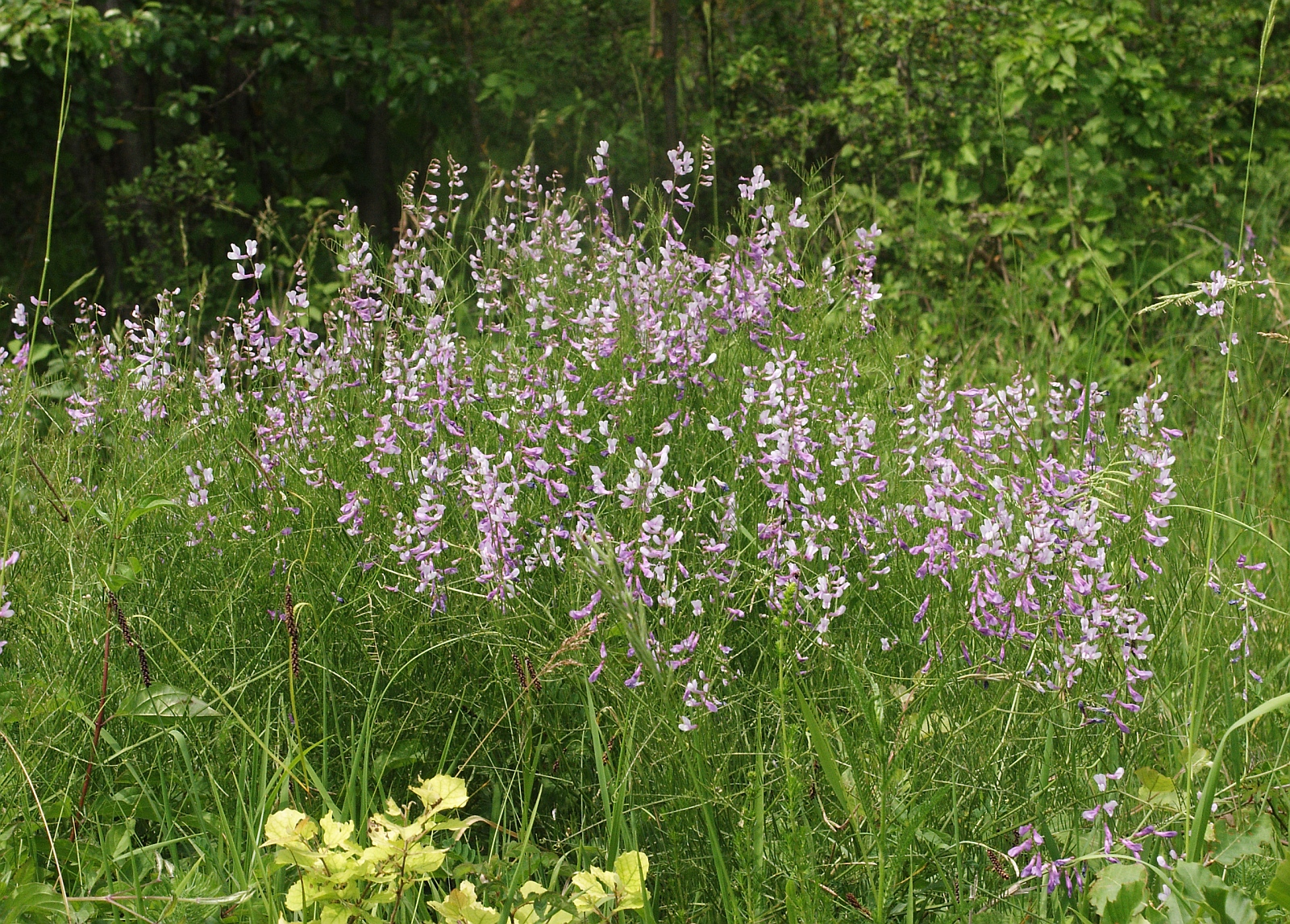
Bestand der Dalmatiner Wicke in Baden-Württemberg

## Beschreibung
Die Dalmatinische Vogel-Wicke ist eine Unterart der Feinblättrigen Wicke (Vicia tenuifolia) und offenbar durch Übergänge mit dieser verbunden. Sie unterscheidet sich jedoch unter anderem durch schmalere Laubblättchen sowie ärmerblütige, lockere Blütenstände.
Die ausdauernde krautige Pflanze besitzt einen buschigen Habitus, bildet Bodenausläufer aus und erreicht Wuchshöhen zwischen 60 und 150 cm. Der kletternde Stängel ist schlank, kantig und kurz anliegend behaart.
Die 5 bis 10 cm langen, gefiederten Laubblätter sind dicht kurz anliegend behaart bis fast kahl und bestehen aus sieben bis zehn Paaren linealer, manchmal gegeneinander versetzter Fiederblättchen. Die kurz gestielten bis fast sitzenden Fiederblättchen sind etwa 15 bis 25 mm lang und mehr oder weniger 1 mm breit. Die kleinen, schmal-lanzettlichen Nebenblätter besitzen keine Nektarien.
Die locker wirkenden Blütenstände sind mit Stiel mindestens doppelt so lang wie ihre Tragblätter. Sie sind sieben- bis 15-blütig. Die Blüten erreichen Längen von meist 15 bis 20 mm und besitzen einen kurz glockigen, etwas gekröpften Kelch. Dessen untere Zähne sind länglich-dreieckig bis lanzettlich geformt und viel länger als die breit dreieckigen oberen Zähne. Die Blütenkrone ist mindestens viermal so lang wie der Kelch und besitzt eine verkehrt-herzförmige Platte, die doppelt so lang wie ihr Nagel ist. Die Fahne ist blau bis violett gefärbt. Das Schiffchen ist heller und meist gelblich "überhaucht".
Die grünlich-braunen Hülsenfrüchte stehen deutlich ab, sind etwa 20 bis 30 mm lang und 5 bis 7 mm breit, sind netznervig und beiderseits zugespitzt.

## Bilder

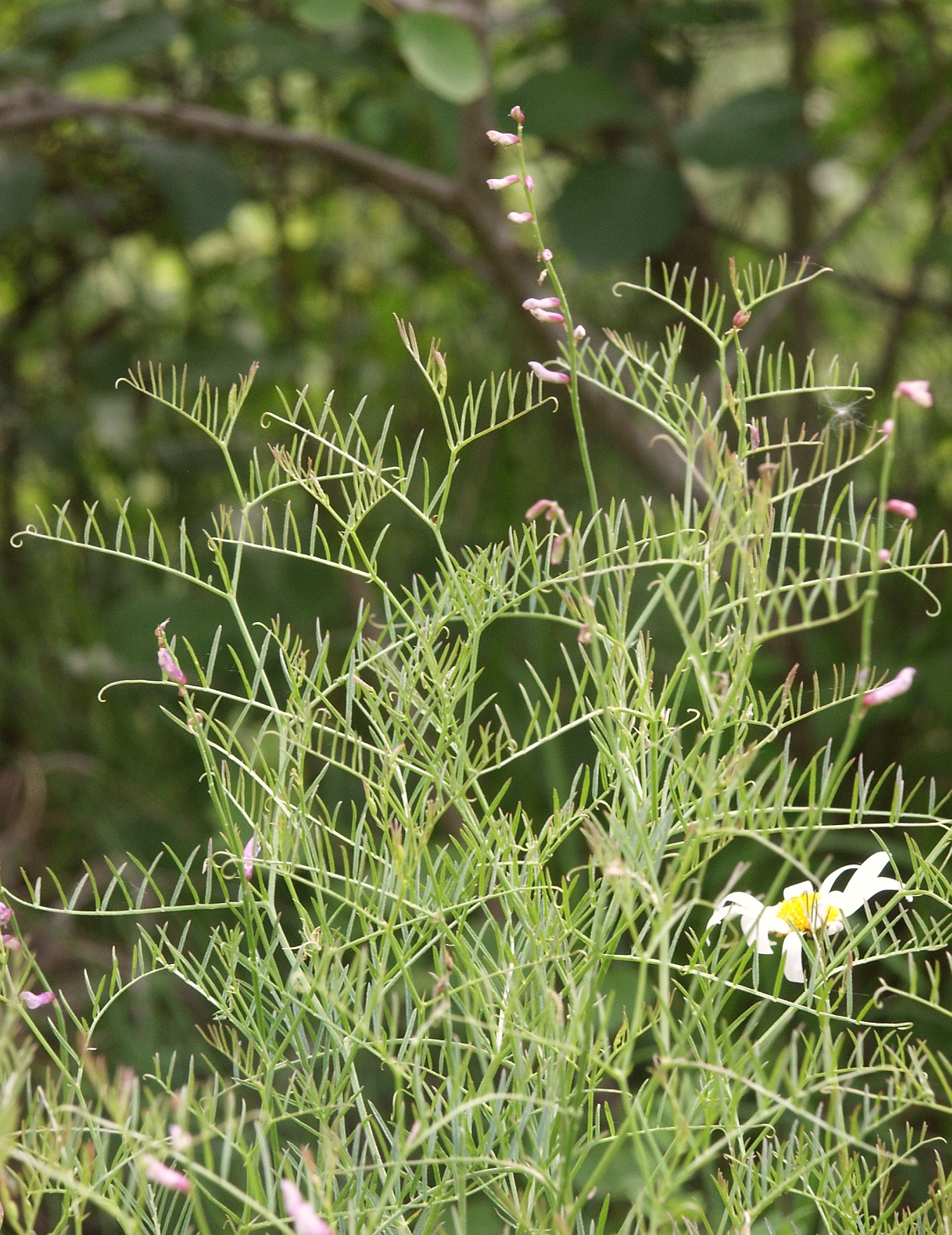
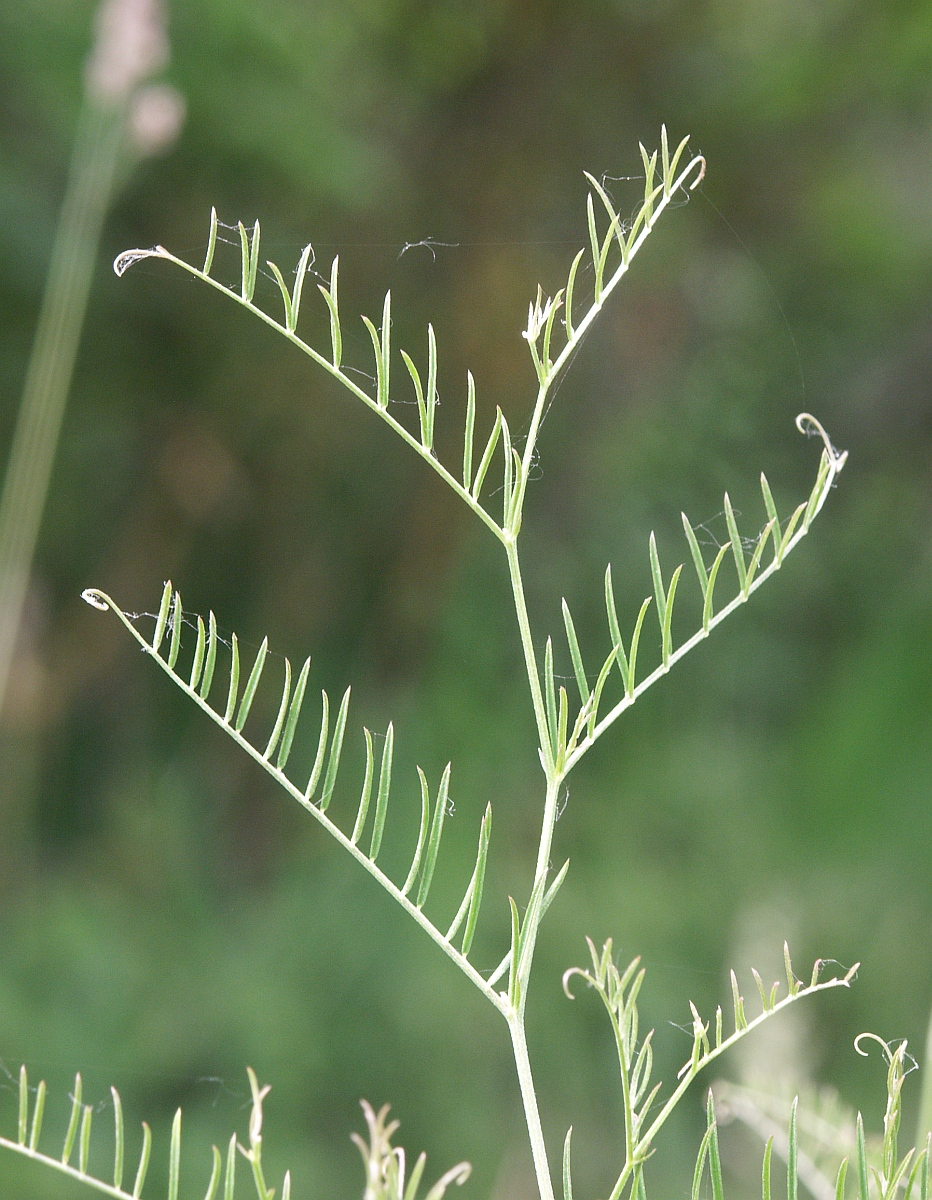
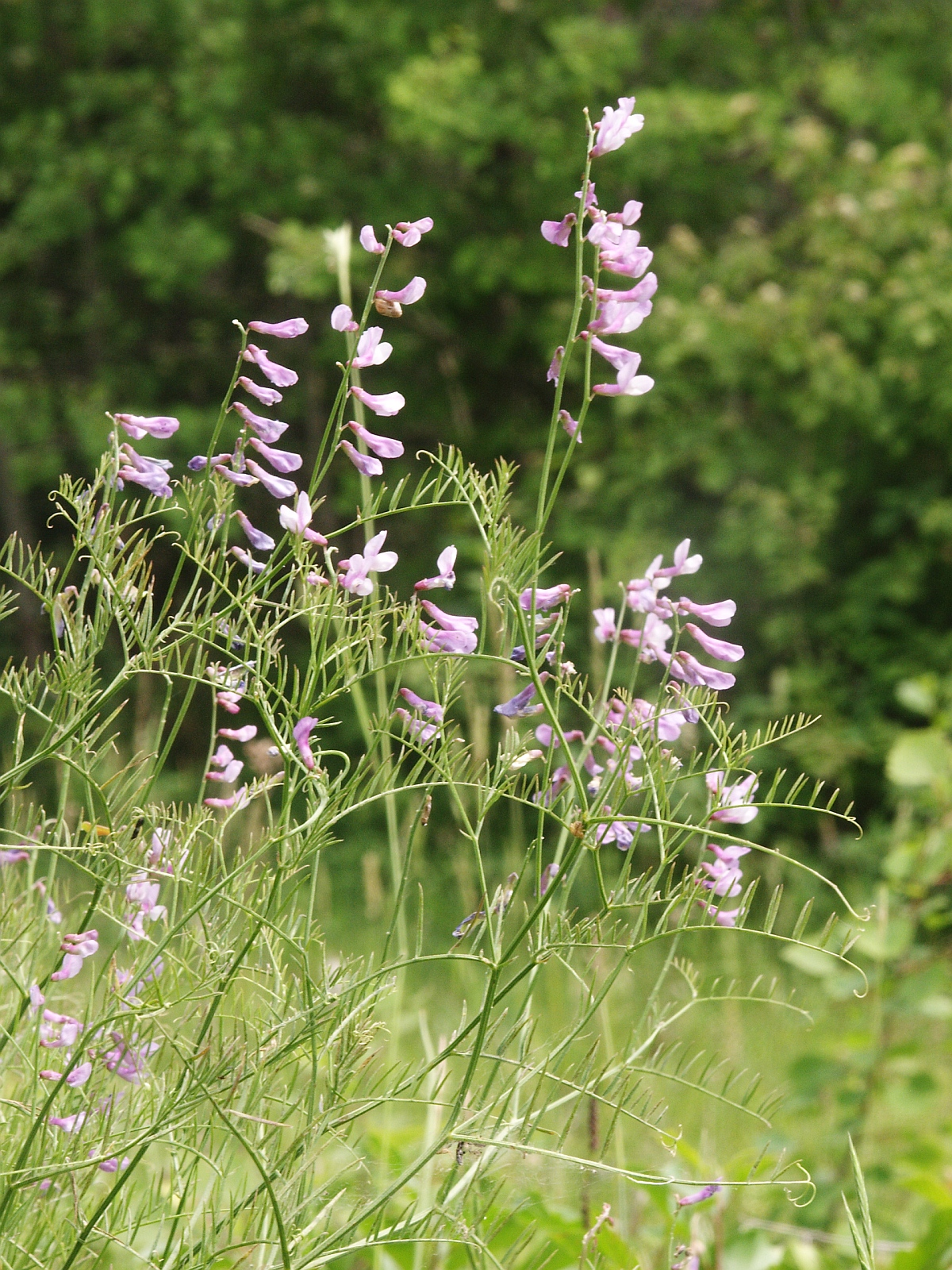

## Vorkommen
Die Dalmatiner Wicke kommt von Italien im Westen, über Südost-Europa, Kleinasien bis in den Iran vor. Nach Mitteleuropa ist sie selten verschleppt.
Die Dalmatiner Wicke kann man in trockenen und sonnigen Wald- und Gebüschsäumen sowie in Halbtrockenrasen finden. Sie bevorzugt meist kalkreiche und nicht zu nährstoffarme Untergründe.
In Deutschland kommt Vicia dalmatica sehr selten und zerstreut vor allem in südlichen Gebiet vor. Es kann jedoch davon ausgegangen werden, dass sie häufig mit der Feinblättrigen Wicke (Vicia tenuifolia) verwechselt wird und daher weitere Standorte zu finden sind. An einigen Fundorten kann sie inzwischen als eingebürgert gelten (Neophyt). In Österreich und der Schweiz fehlt die Dalmatinische Vogel-Wicke offenbar.

## Taxonomie
Doe Dalmatiner Wicke wurde 1886 von Anton Joseph Kerner in Schedae ad Floram Exsiccatam Austro-Hungaricum Band 4, Seite 2 als Vicia dalmatica erstbeschrieben. Die Art wurde 1986 durch Werner Greuter in Willdenowia Band 16 Teil 1, Seite 114 als Unterart Vicia tenuifolia subsp. dalmatica (A.Kern.) Greuter eingestuft.